# Aisan Racing Team/Saison 2014
Dieser Artikel listet Erfolge und Fahrer des Radsportteams Aisan in der Saison 2014 auf.

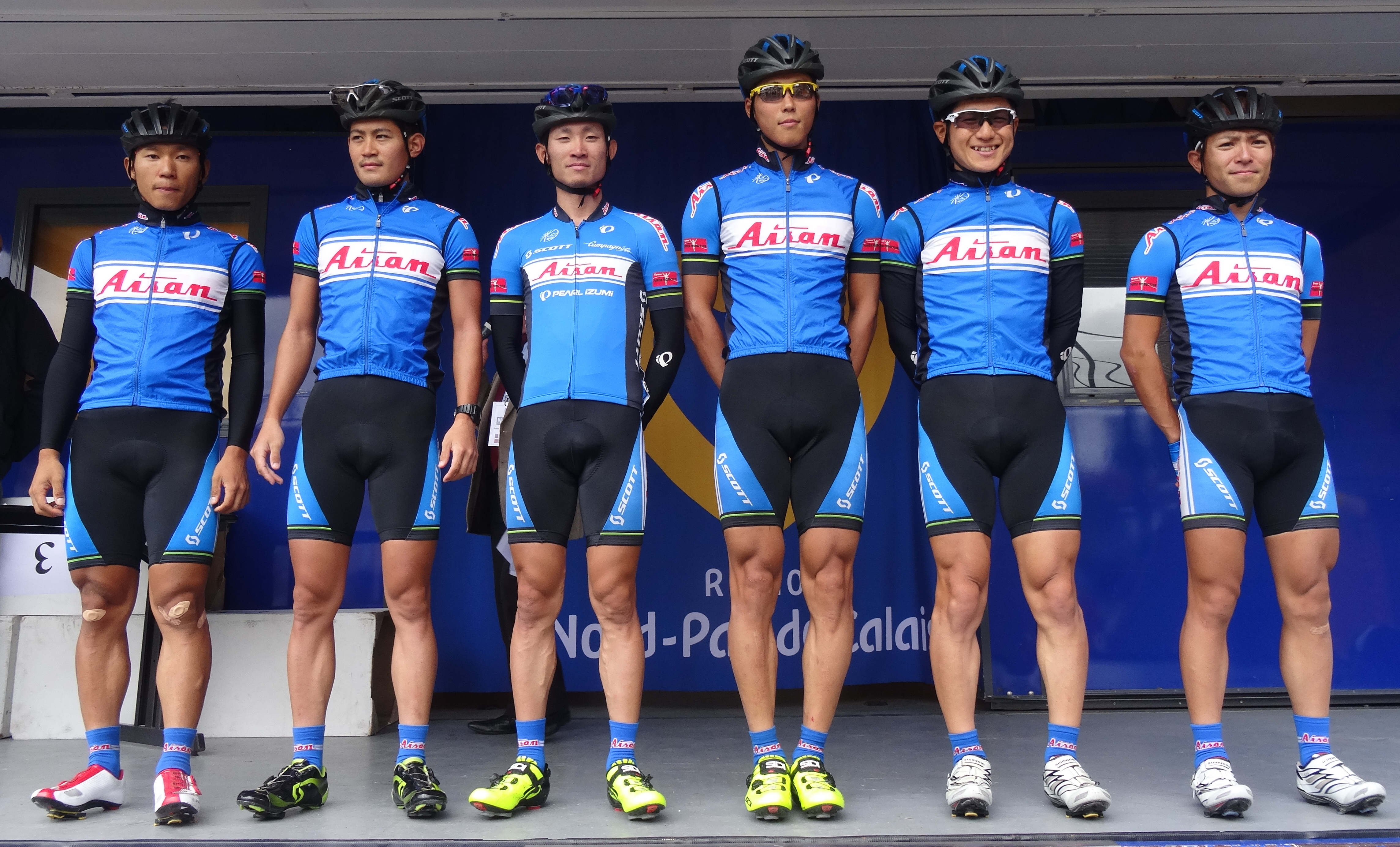
Ronde pévéloise 2014.

## Erfolge in der UCI Asia Tour
In der Saison 2014 gelangen dem Team nachstehende Erfolge in der UCI Asia Tour.
| Datum        | Rennen                         | Kat. | Sieger            |
| ------------ | ------------------------------ | ---- | ----------------- |
| 6. April     | 6. Etappe Tour of Thailand     | 2.2  | Taiji Nishitani   |
| 1.–6. April  | Gesamtwertung Tour of Thailand | 2.2  | Yasuharu Nakajima |
| 6. September | 1. Etappe Tour of East Java    | 2.2  | Yasuharu Nakajima |

## Zugänge – Abgänge
| Zugänge           | Team 2013          | Abgänge       | Team 2014 |
| ----------------- | ------------------ | ------------- | --------- |
| Tomohiro Hayakawa | Team Nippo-De Rosa | Nozomu Kimori | Unbekannt |
| Hideto Nakane     | Team Nippo-De Rosa | Reo Mashima   | Unbekannt |
| Ryōhei Komori     | Kinan AACA         |               |           |

## Mannschaft

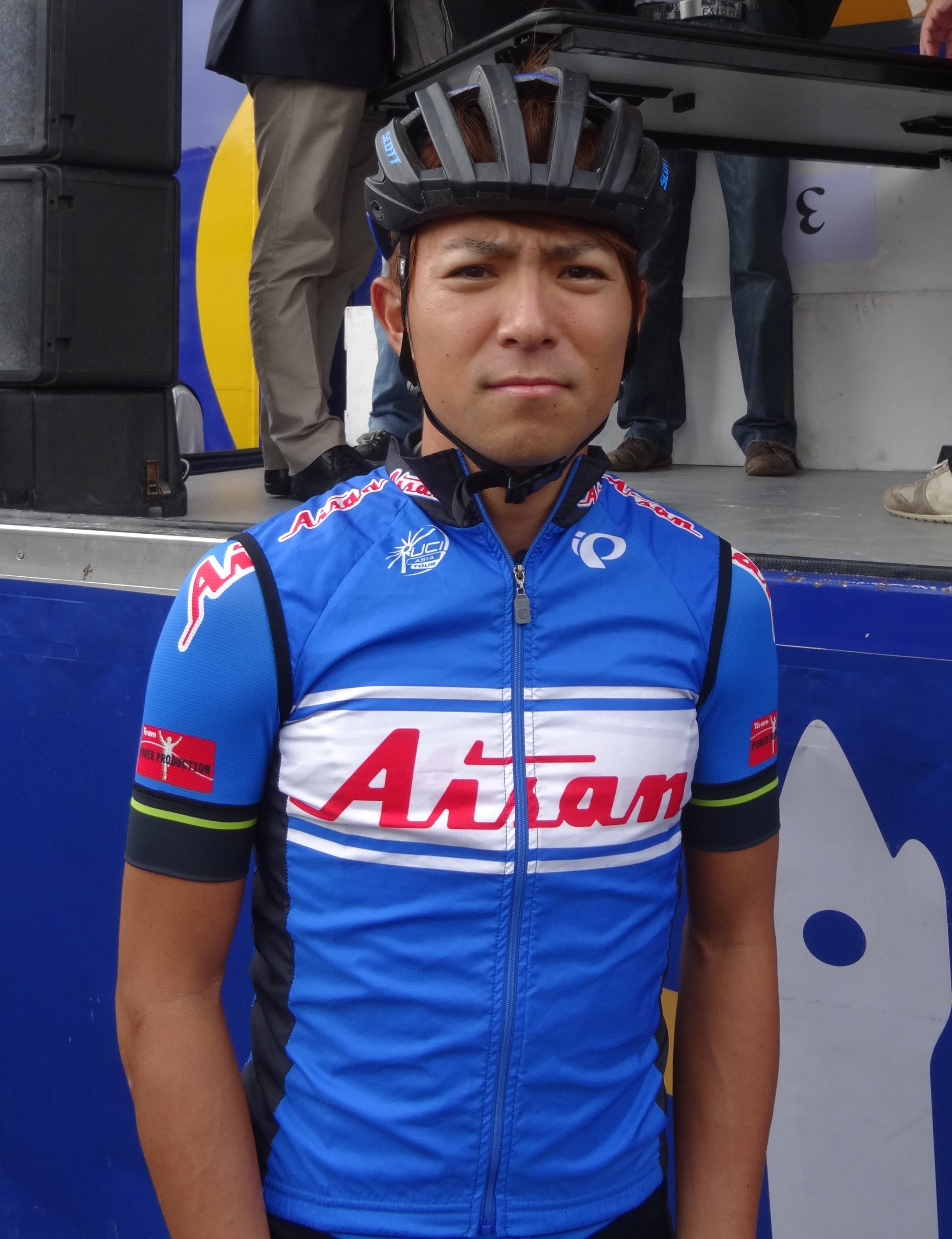
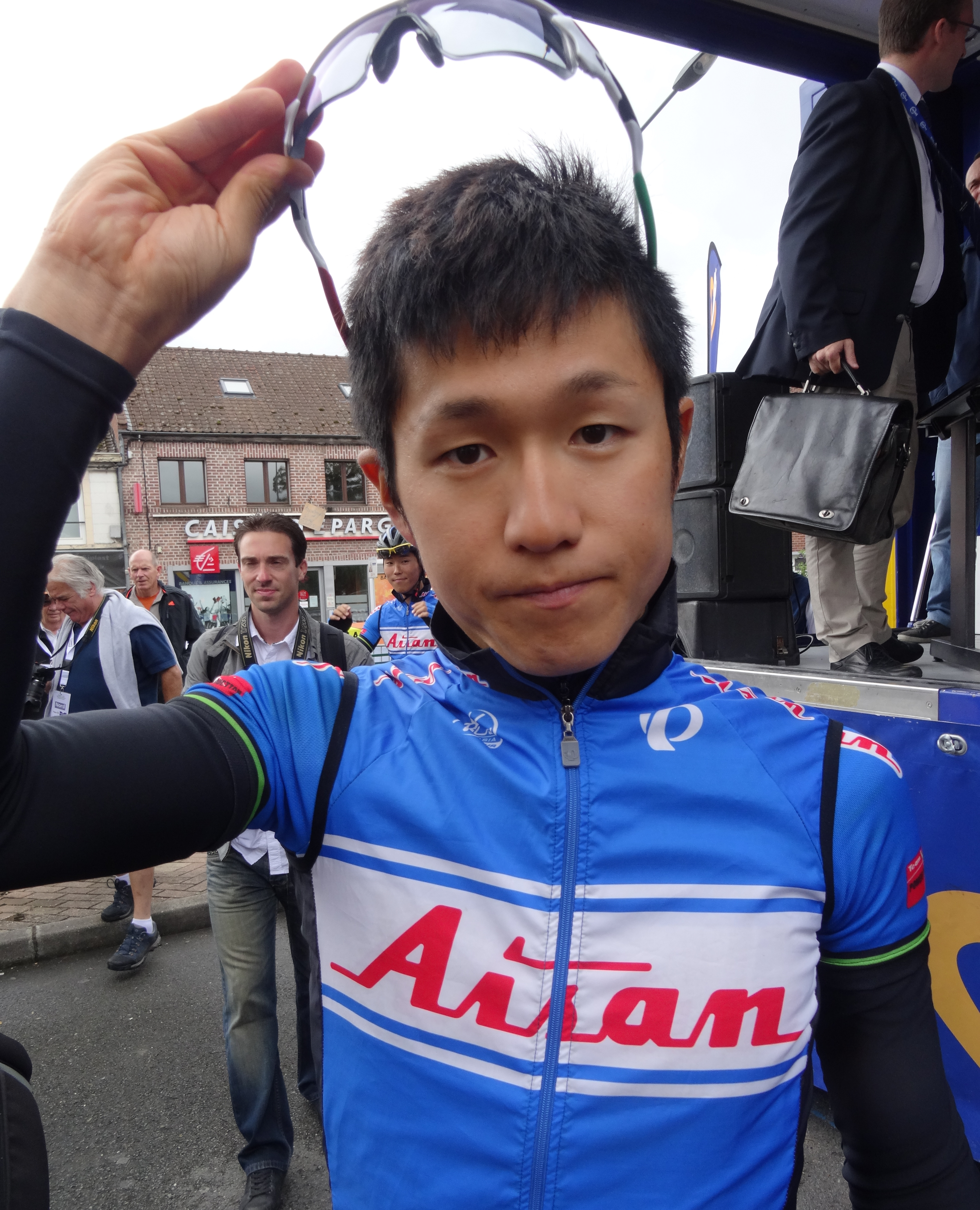
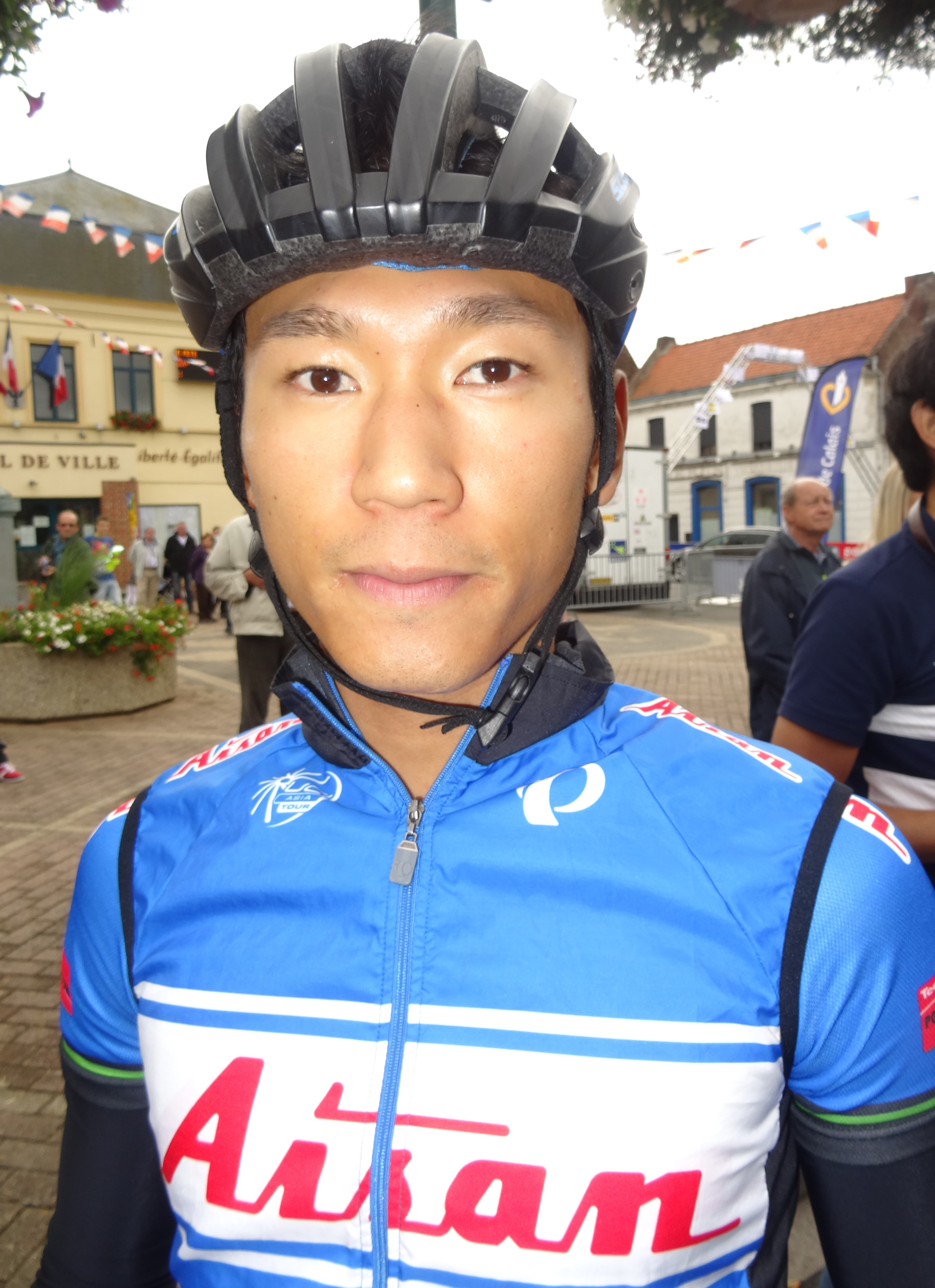
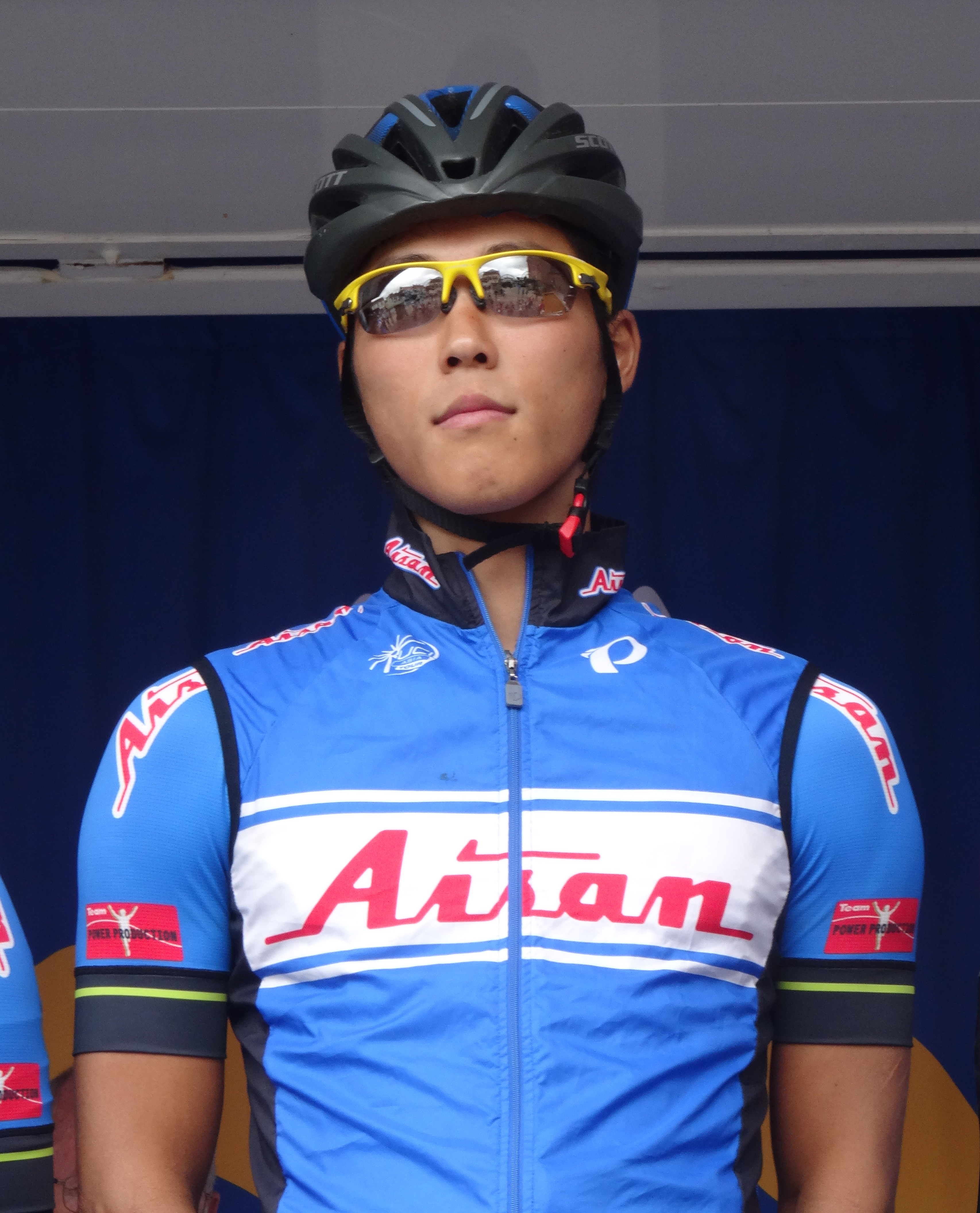
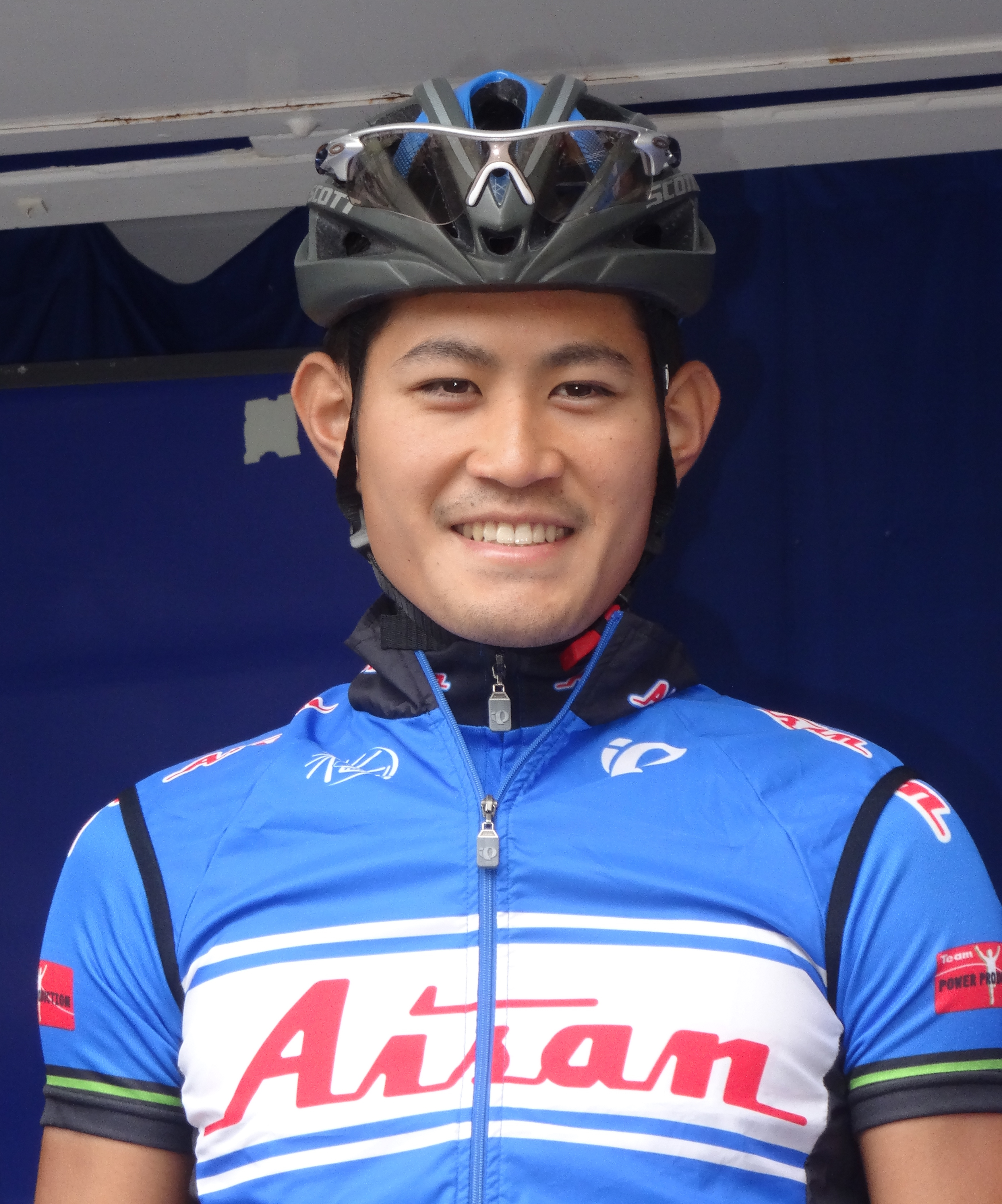

| Name                 | Geburtstag         | Nationalität |
| -------------------- | ------------------ | ------------ |
| Takeaki Ayabe        | 5. September 1980  | Japan        |
| Shimpei Fukuda       | 22. November 1987  | Japan        |
| Tomohiro Hayakawa    | 2. Januar 1990     | Japan        |
| Yoshimitsu Hiratsuka | 13. November 1988  | Japan        |
| Masakazu Itō         | 12. Juni 1988      | Japan        |
| Ryōhei Komori        | 26. September 1988 | Japan        |
| Kazuhiro Mori        | 17. September 1982 | Japan        |
| Yasuharu Nakajima    | 27. Dezember 1984  | Japan        |
| Hideto Nakane        | 2. Mai 1990        | Japan        |
| Taiji Nishitani      | 1. Februar 1981    | Japan        |